# 호세 앙헬 베라온도
호세 앙헬 베라온도 인사우스티(스페인어: José Ángel Berraondo Insausti; 1878년 11월 4일, 바스크주 산 산세바스티안 ~ 1950년 4월 11일, 바스크 주 산 세바스티안)는 스페인의 축구 선수이자 감독이다. 그는 1927년부터 1929년까지 레알 마드리드를 지휘했다.
그는 1904년부터 1908년까지 레알 마드리드 선수로 활약한 적이 있다. 그는 코파 델 레이 4연속 우승을 차지하던 시절에 마드리드 선수단의 주장을 맡았었는데, 그는 참가한 컵대회마다 대체로 우승을 거두었다.

## 수상
레알 마드리드
- 코파 델 레이: 1905, 1906, 1907, 1908